# Погостище (Московская область)
Пого́стище — деревня в Шатурском муниципальном районе Московской области, в составе сельского поселения Пышлицкое. Расположена в юго-восточной части Московской области на берегу озера Дубового. Население — 16 чел. (2013). Деревня известна с 1620 года. Входит в культурно-историческую местность Ялмать.

## Название
В писцовой книге Владимирского уезда 1637—1648 гг. упоминается как Погостища (Погостищи), в более поздних письменных источниках — Погостищи. На межевой карте Рязанской губернии 1850 года и Специальной карте Европейской России 1871 года деревня обозначена как Погощица
Суффикс -ище указывает на то, что деревня располагается на месте бывшего погоста. Однако относительно значения слова погост, которое лежит в основе названия деревни, мнения разнятся. По версии Е. М. Поспелова термин погост изначально обозначал «место, где собирались торговые люди (гости) и происходил торг», позже на погостах строились церкви и возникали кладбища. По другой версии погост означает место, где останавливался князь для сбора дани с окрестных деревень.
Местные жители и жители окрестных деревень произносят название деревни как Погоща.

## Физико-географическая характеристика

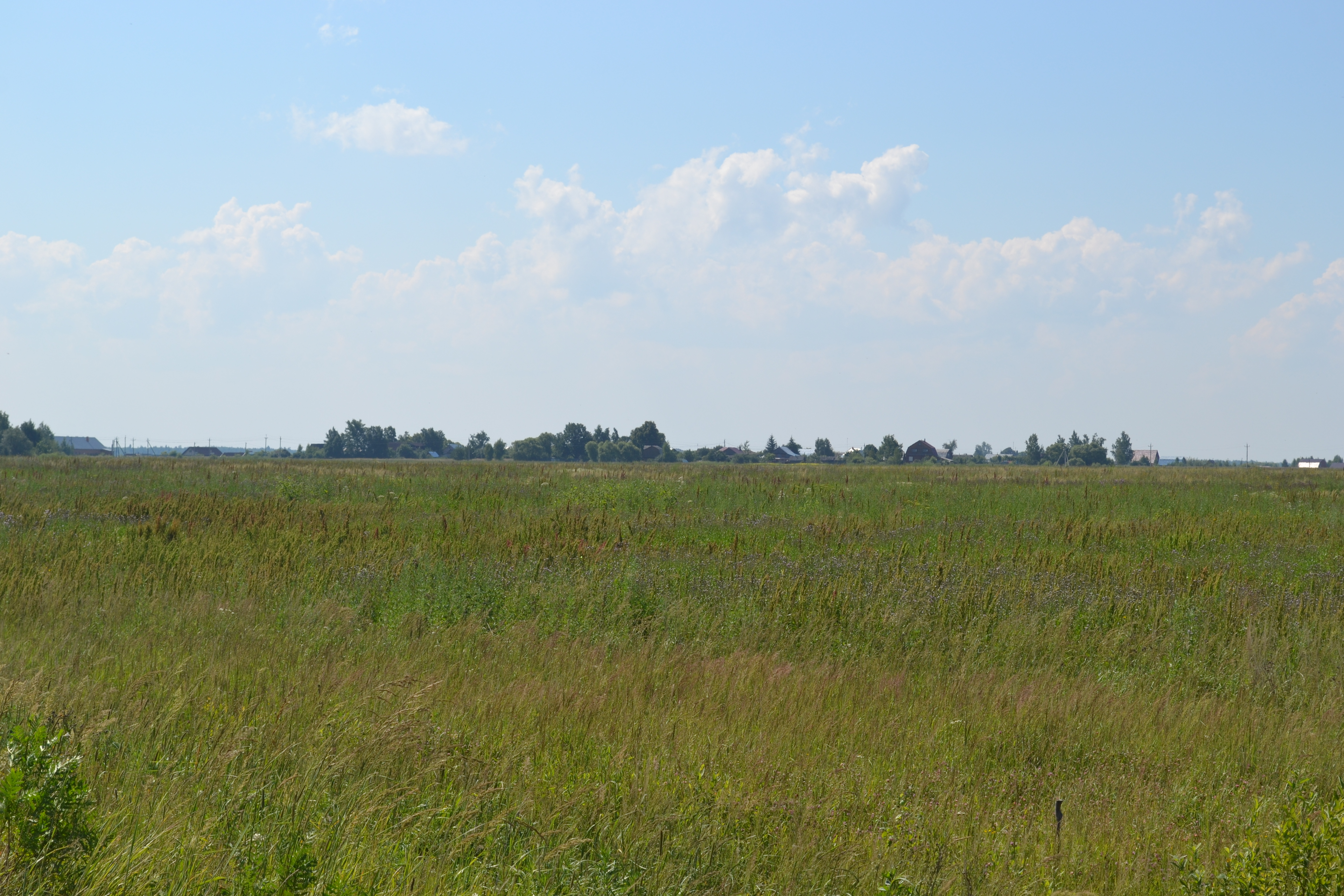
Поле около деревни

Деревня расположена в пределах Мещёрской низменности, относящейся к Восточно-Европейской равнине, на высоте 117 м над уровнем моря. Рельеф местности равнинный. К западу от деревни находятся бывшие колхозные поля. К востоку от деревни расположен государственный природный заказник «Озера Имлес и Дубовое с заболоченными берегами», площадью 2100 га. Здесь гнездятся и останавливаются во время миграции многие редкие и охраняемые птицы (орлан-белохвост, беркут, скопа, большой подорлик, серый журавль, глухарь и др.). На Дубовом озере напротив деревни находится Купальский остров (Горелиха).
Деревня состоит из двух улиц, одна имеет название — улица Клепова.
По автомобильной дороге расстояние до МКАД составляет около 173 км, до районного центра, города Шатуры, — 61 км, до ближайшего города Спас-Клепики Рязанской области — 27 км, до границы с Рязанской областью — 11 км. Ближайший населённый пункт — деревня Дорофеево, расположенная в 500 м к югу от Погостища.
Деревня находится в зоне умеренно континентального климата с относительно холодной зимой и умеренно тёплым, а иногда и жарким, летом. В окрестностях деревни распространены аллювиальные почвы с преобладанием суглинков и глин.
В деревне, как и на всей территории Московской области, действует московское время.

## История

### С XVII века до 1861 года
В XVII веке деревня Погостище входила в Ялманскую кромину волости Муромское сельцо Владимирского уезда Замосковного края Московского царства. Деревня принадлежала Матвею Григорьевичу Совину, а также Аксинье Кузьминской и её внуку Антону Ивановичу Кузьминскому. В писцовой книге Владимирского уезда 1637—1648 гг. Погостище описывается как деревня на Погожском озере, при деревне имелись пахотные земли среднего качества и сенокосные угодья.
Матвей Совин получил половину деревни в вотчину за службу во время похода Владислава IV на Москву. У него был двор вотчинников и ещё 7 крестьянских и бобыльских дворов:

Полдеревни, без жеребья, Погостищи на озере на Погожском, а другая половина той деревни в поместье за вдовою за Оксиньею за Ивановскою женою Кузьминского да за внуком её, за недорослем, за Антоном Ивановым сыном Кузьминского. А в ней на его половину двор его вотчинников пуст; двор деловой человек Антошка Фадеев. Да крестьянин во дворе Якушка Григорьев да брат его Бориско. Двор Власко Микифоров да брат его Гришка, у Власка сын Кондрашка, у Гришки сын Сенка. Двор Тимошка Андреев. Да бобылей двор Володка Григорьев. Двор Матюшка Данилов. Двор Максимко Федоров. Пашни паханые, середние земли девятнадцать чет в поле, а в дву по тому ж; сена меж поль и по заполью двадцать копен
Аксинья Кузьминская и её внук владели четырьмя дворами:

Полдеревни, с жеребьем, Погостища на озере на Погожском, а другая половина той деревни, без жеребья, в вотчине за Матвеем Григорьевым сыном Совиным. А в ней на их половину с жеребьем, двор крестьянин Никифорко, прозвище Тренка, у Микифорка дети Ивашко, да Еремко, да Федка, у Тренки сын Киприянко, да племянник их Тимошка Осипов, да дети его Логинко, да Исачко, да Митка. Да бобылей двор Власко Юрьев да дети его Савка, да Афонка, да Ивашко, у Савки дети Савко ж да Мокейко, у Афонки сын Гришка. Двор Максимко Андреев да дети его Данилко да Петрушка; да племянник его Гаврилка Осипов, да сын его Бориско. Двор Ивашко Данилов да брат его Андрюшка, у Ивашка сын Пронка, у Андрюшки сын Исачко. Пашни паханые, середние земли двадцать чет в поле, а в дву по тому ж; сена меж поль и по заполью двадцать копен
После смерти Матвея Совина его вотчина досталась Никите Борисовичу Доможирову, а затем стольнику Якову Ивановичу Дивову.
В 1637 году упоминается Никольский мужской монастырь на Погоском озере. Существует предположение, что монастырь находился около деревни на острове Дубового озера.

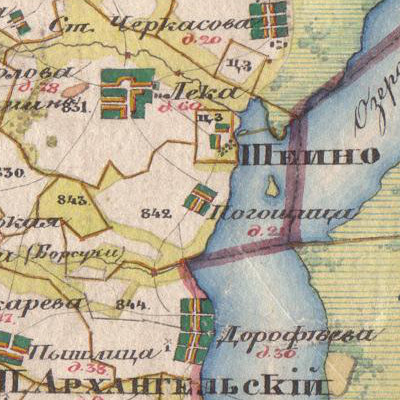
Деревня Погостище на карте 1850 года

В результате губернской реформы 1708 года деревня оказалась в составе Московской губернии. После образования в 1719 году провинций деревня вошла во Владимирскую провинцию, а с 1727 года — во вновь восстановленный Владимирский уезд.
В 1778 году образовано Рязанское наместничество (с 1796 года — губерния). Впоследствии вплоть до начала XX века Погостище входило в Егорьевский уезд Рязанской губернии.
В Экономических примечаниях к планам Генерального межевания, работа над которыми проводилась в 1771—1781 годах, деревня описана следующим образом:

Деревня Погостищи Александры Михайловой дочери Новосильцевой, Льва Семенова сына Изъединова, Петра Никифорова сына Долгова-Сабурова, Анны Семеновой дочери Огалиной (29 дворов, 63 мужчины, 57 женщин) с выделенною церковною землею к погосту селу Шеину. При озере Дубовом церковь деревянная Николая Чудотворца, погост состоит на вырезанной церковной земле. Церковная земля при упомянутом озере. Земля иловатая, хлеб и покосы средственны, крестьяне на пашне
В последней четверти XVIII века деревня принадлежала секунд-майорше Александре Михайловне Новосельцевой, в 1797 году — титулярной советнице Елизавете Петровне Казначеевой. В 1812 году деревней владели Иван Бибиков, прапорщик Александр Долго-Сабуров, Елизавета Петровна Казначеева и майорша Анна Воейкова.
В Отечественной войне 1812 года погиб житель деревни — ополченец Филиппов Сергей Афанасьевич, 25 лет, остался сын Платон.
В 1848 году часть населения деревни принадлежала В. Г. Рюмину. Василий Гаврилович на основании указа от 20 февраля 1803 года освободил своих крестьян от крепостной зависимости. За освобождение крестьяне заплатили выкуп и приняли на себя уплату долга Московскому Опекунскому Совету по займу Рюмина.
По данным X ревизии 1858 года, деревня принадлежала князю Николаю Борисовичу Юсупову, поручице Екатерине Николаевне Фон-Бруновой и Московской Голицынской Больнице. По сведениям 1859 года Погостищи — казённая и владельческая деревня 1-го стана Егорьевского уезда по левую сторону Касимовского тракта, при реке Пре. На момент отмены крепостного права владельцами крестьян деревни были помещица Разводовская, Московская Голицынская Больница, князь Юсупов и помещица Фон-Брунова, кроме того часть крестьян были государственные (бывшие В. Г. Рюмина).

### 1861—1917
После реформы 1861 года из крестьян деревни было образовано пять сельских обществ, которые вошли в состав Лекинской волости.
В 1885 году был собран статистический материал об экономическом положении селений и общин Егорьевского уезда. Самой крупной в деревне была община государственных крестьян, водворённых на собственных землях (94 человека из 161). В общине было участковое землевладение, земля поделена подворно ещё в 1843 году. Все домохозяева выкупили свои наделы. Надельная земля находилась в одной меже. Дальние полосы отстояли от деревни на четверть версты. Пашня была разделена на 50 участков. Длина душевых полос от 15 до 100 сажень, а ширина от 2 до 3 аршин. Почвы были супесчаные, илистые и суглинистые. Пашни ровные, но низменные. Луга в основном кочковатые, но были и полевые. Прогоны были удобные. В общине был только дровяной лес, который рос на месте бывшего выгона. Крестьяне топили дровами из своего леса. Большинство мужчин занимались рыбной ловлей, был один местный плотник. Женщины вязали рыболовные сети, некоторые из них также занимались рыбной ловлей, одна женщина была в работницах. На заработки уходили 13 плотников преимущественно в Москву.
В общине крестьян, бывших Московской Голицинской больницы было 20 человек. Землевладение было общинное, земля поделена по ревизским душам. Передела пашни и покосов со времени получения надела не было, ежегодно делили только полевые луга. Надельная земля состояла из 2-х участков — рядом с деревнями Лекой и Симонцево. Дальние полосы отстояли от деревни в 2 верстах. Пашня была разделена на 27 участков. Длина душевых полос от 2,5 до 7 сажень, а ширина от 2 до 4 аршин. Земли не хватало, и 2 домохозяина арендовали 3 десятины луга за 15 рублей. Почвы были супесчаные, илистые и суглинистые. Пашни ровные, но частично низменные. Луга болотистые и кочковатые. Прогоны были удобные. Леса у общины не было, поэтому крестьянам приходилось покупать дрова. Мужчины занимались рыбной ловлей, кроме того был один синильщик. Женщины вязали рыболовные сети, а также занимались рыбной ловлей, одна женщина была в работницах. На заработки уходили 2 плотника.
У крестьян, бывших Фон-Бруновой (17 человек) так же было общинное землевладение, а земля поделена по ревизским душам. Мужчины и женщины занимались рыбной ловлей, кроме того женщины вязали рыболовные сети, одна женщина была в работницах. На заработки уходили 6 плотников в Москву, Вохну и другие места.
В общине крестьян, бывших Разводовской было 15 человек. Землевладение было общинное, земля поделена по работникам. Переделы пашни и покосов происходили по мере необходимости без определения срока. Надельная земля состояла из 2-х участков — один рядом со своей деревней, другой около деревни Симонцево. Дальние полосы отстояли от деревни в полуверсте. Пашня была разделена на 39 участков. Длина душевых полос от 3 до 12 сажень, а ширина от 4 до 6 сажень. Один домохозяин арендовал 1 десятину луга за 5 рублей. Почвы были супесчаные, илистые и суглинистые. Пашни ровные, но низменные. Луга кочковатые. Прогоны были удобные. Леса у общины не было, поэтому крестьянам приходилось покупать дрова. Мужчины занимались рыбной ловлей, кроме того был один содержатель ямской станции и один пастух. Женщины вязали рыболовные сети и одна была в работницах. 3 плотника уходили на заработки в Москву.
В общине крестьян, бывших князя Юсупова было всего 3 домохозяина (15 человек, 6 муж., 9 жен.). Землевладение было общинное. Земля была поделена в 1882 году между двумя домохозяевами поровну. Третий домохозяин не имел двора и отказался брать землю. Надельная земля находилась в одной меже. Дальние полосы отстояли от деревни в полуверсте. Пашня была разделена на 19 участков. Длина душевых полос от 15 до 20 сажень, а ширина от 2 до 3 сажень. Оба домохозяина арендовали 3,5 десятины луга за 20 рублей. Почвы были супесчаные, илистые и суглинистые. Пашни ровные, но низменные и сырые. Лугов и леса не было. Крестьянам приходилось покупать дрова. Мужчины и женщины занимались рыбной ловлей, кроме того женщины вязали рыболовные сети, один мужчина был сельским писарем. На заработки уходили 2 плотника.
Деревня входила в приход села Шеино (Казанское), ближайшая школа находилась там же, а также в деревне Леке. В самой деревне имелась синильня и кирпичный завод. В деревне было 8 колодцев с хорошей и постоянной водой. Своего хлеба не хватало, поэтому его покупали в сёлах Спас-Клепики и Дмитровский Погост. Крестьяне сажали рожь, овёс, гречиху и картофель. У крестьян было 15 лошадей, 49 коров, 137 овец, 40 свиней, плодовых деревьев не было, пчёл не держали. Избы строили деревянные, крыли деревом и железом, топили по-белому.
По данным 1905 года в деревне имелась хлопко-трепальное заведение. Основным отхожим промыслом оставалось плотничество. Ближайшее почтовое отделение и земская лечебница находились в селе Архангельском.

### 1917—1991
В 1919 году деревня Погостище в составе Лекинской волости была передана из Егорьевского уезда во вновь образованный Спас-Клепиковский район Рязанской губернии. В 1921 году Спас-Клепиковский район был преобразован в Спас-Клепиковский уезд, который в 1924 году был упразднён. После упразднения Спас-Клепиковского уезда деревня передана в Рязанский уезд Рязанской губернии. В 1925 году произошло укрупнение волостей, в результате которого деревня оказалась в укрупнённой Архангельской волости. В ходе реформы административно-территориального деления СССР в 1929 году деревня вошла в состав Дмитровского района Орехово-Зуевского округа Московской области. В 1930 году округа были упразднены, а Дмитровский район переименован в Коробовский.
В 1930 году деревня Погостище входила в Лекинский сельсовет Коробовского района Московской области. В начале 30-х годов в деревне был организован колхоз им. 8 Марта. Известные председатели колхоза: Титов (1933—1937), Багров В. А. (1946—1948). Дети из деревни Погостище посещали школу, расположенную в деревне Леке. В конце 1930-х годов жертвами политических репрессий стали четыре жителя деревни: Данилов Петр Яковлевич, Титов Василий Степанович, Фонин Иван Яковлевич и Фонин Николай Иванович.

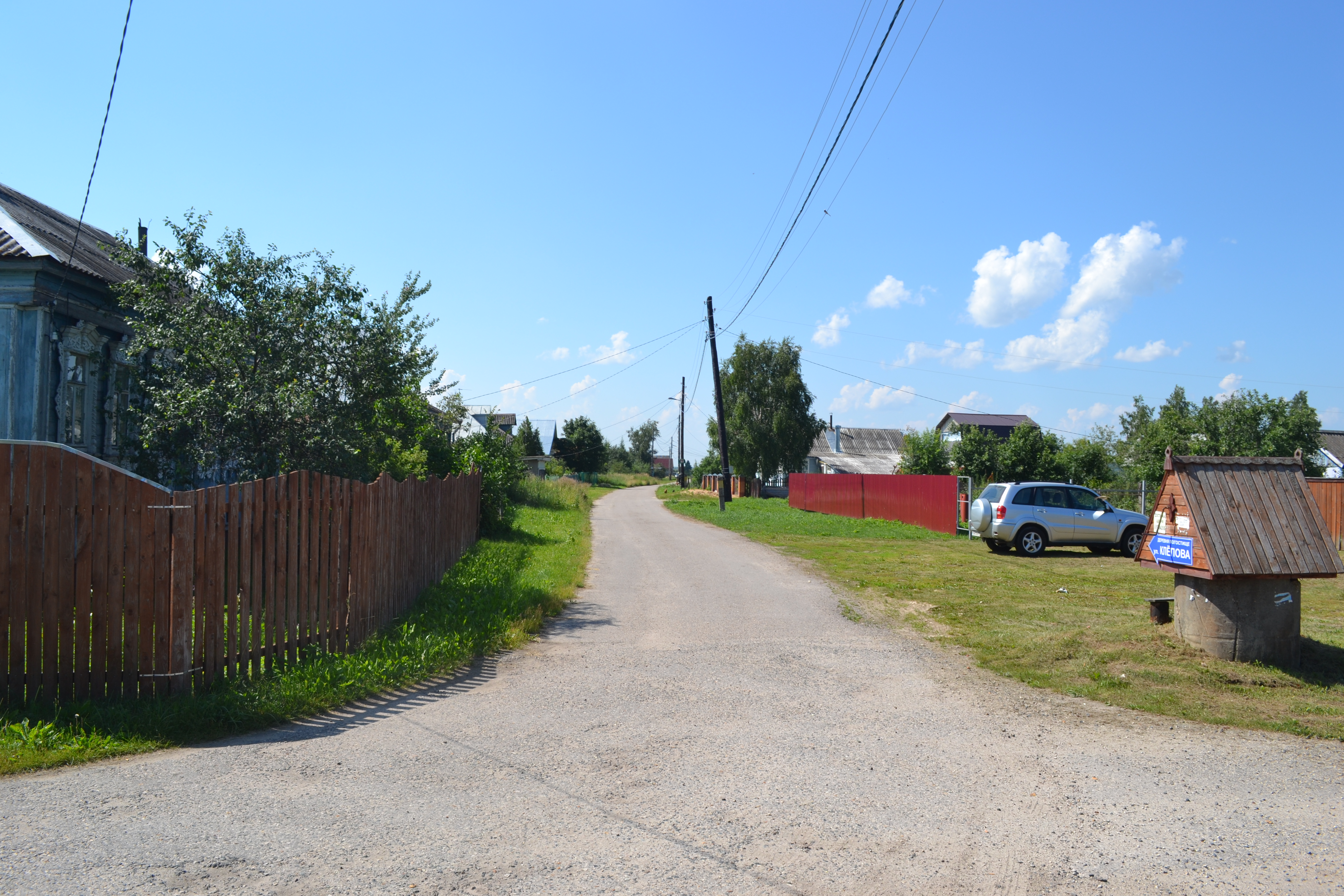
Улица Клёпова в деревне

Во время Великой Отечественной войны в армию были призваны 19 жителей деревни. Из них 3 человека погибли, 6 пропали без вести. Шестеро уроженцев деревни были награждены боевыми орденами и медалями:
- Бабкин Николай Дмитриевич (1921 г.р.) — призван в 1941 году, служил в звании рядового в 718-м стрелковом полку 139-й стрелковой дивизии, демобилизован по раненю в 1943 году, был награждён орденом Отечественной войны I степени и медалью «За победу над Германией»;
- Багров Василий Александрович (1913 г.р.) — служил в 33-й инженерно-технической бригаде особого назначения, демобилизован в 1945 году, был награждён орденом Красной Звезды, медалями «За отвагу», «За оборону Москвы», «За взятие Кёнигсберга» и «За победу над Германией»;
- Барсков Николай Петрович (1909 г.р.) — призван в 1941 году, служил в 15-м отдельном плотницком батальоне, демобилизован в 1945 году в звании младшего сержанта, был награждён медалями «За оборону Москвы» и «За победу над Германией»;
- Басов Иван Фролович (1925 г.р.) — призван в 1943 году, служил в звании рядового, демобилизован в 1948 году, был награждён орденом Отечественной войны II степени и медалью «За победу над Германией»;
- Макаров Михаил Петрович (1923 г.р.) — был награждён орденом Красной Звезды, орденом Славы III степени и медалью «За отвагу»;
- Титова Клавдия Андреевна (1923 г.р.) — призвана в 1942 году, служила в звании рядовой в 1735-м зенитном артиллерийском полку 523-й артиллерийской дивизии, демобилизована в 1945 году, была награждена медалью «За победу над Германией»[44].

В 1951 году было произведено укрупнение колхозов, в результате которого деревня Погостище вошла в колхоз «Путь Ильича». В 1960 году был создан совхоз «Пышлицкий», в который вошли все соседние деревни, в том числе Погостище.
3 июня 1959 года Коробовский район был упразднён, Лекинский сельсовет передан Шатурскому району. С конца 1962 года по начало 1965 года Погостище входило в Егорьевский укрупнённый сельский район, созданный в ходе неудавшейся реформы административно-территориального деления, после чего деревня в составе Лекинского сельсовета вновь передана в Шатурский район.

### С 1991 года
В 1994 году в соответствии с новым положением о местном самоуправлении в Московской области Лекинский сельсовет был преобразован в Лекинский сельский округ. В 2004 году Лекинский сельский округ был упразднён, а его территория включена в Пышлицкий сельский округ. В 2005 году образовано Пышлицкое сельское поселение, в которое вошла деревня Погостище.

## Население
| 1790 | 1812 | 1858 | 1859 | 1868 | 1885 | 1905 |
| ---- | ---- | ---- | ---- | ---- | ---- | ---- |
| 120  | ↗200 | ↘130 | ↗136 | ↗142 | ↗163 | ↗171 |
| 1970 | 1993 | 2002 | 2006 | 2010 | 2011 | 2013 |
| ↘124 | ↘30  | ↘19  | ↘18  | ↘13  | ↗19  | ↘16  |

Первые сведения о жителях деревни встречаются в писцовой книге Владимирского уезда 1637—1648 гг., в которой учитывалось только податное мужское население (крестьяне и бобыли). В деревне Погостищи было 12 дворов, в которых проживало 37 мужчин.
В переписях за 1790, 1812, 1858 (X ревизия), 1859 и 1868 годы учитывались только крестьяне. Число дворов и жителей: в 1790 году — 29 дворов, 63 муж., 57 жен.; в 1812—200 чел.; в 1850 году — 21 двор; в 1858 году — 67 муж., 63 жен.; в 1859 году — 22 двора, 67 муж., 69 жен.; в 1868 году — 23 двора, 68 муж., 74 жен.
В 1885 году был сделан более широкий статистический обзор. В деревне проживал 161 крестьянин (23 двора, 80 муж., 81 жен.), из 36 домохозяев 13 не имели своего двора. Кроме того, в деревне проживала 1 семья, не приписанная к крестьянскому обществу (1 мужчина и 1 женщина, имели свой двор). На 1885 год грамотность среди крестьян деревни составляла 12 % (20 человек из 161), также было 7 учащихся (5 мальчиков и 2 девочки).
В 1905 году в деревне проживало 171 человек (24 двора, 88 муж., 83 жен.). Со второй половины XX века численность жителей деревни постепенно уменьшалась: в 1970 году — 34 двора, 124 чел.; в 1993 году — 27 дворов, 30 чел.; в 2002 году — 19 чел. (4 муж., 15 жен.).
По результатам переписи населения 2010 года в деревне проживало 13 человек (3 муж., 10 жен.), из которых трудоспособного возраста — 5 человек, старше трудоспособного — 7 человек, моложе трудоспособного — 1 человек. Жители деревни по национальности в основном русские (по переписи 2002 года — 89 %).
Деревня входила в область распространения Лекинского говора, описанного академиком А. А. Шахматовым в 1914 году. Некоторые особенности говора до сих пор встречаются в речи старшего поколения.

## Социальная инфраструктура

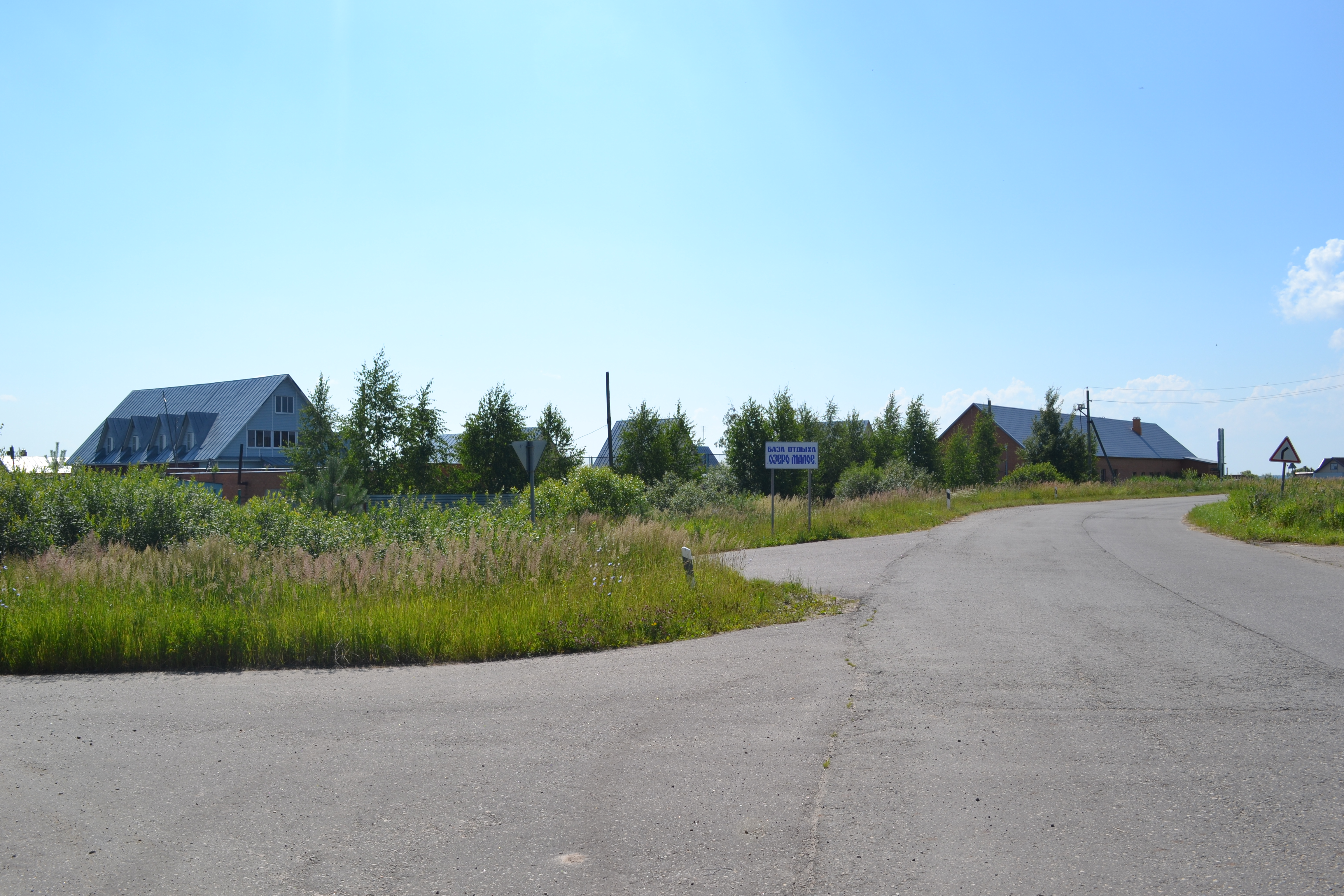
База отдыха у деревни

Ближайшие предприятия торговли, дом культуры и операционная касса «Сбербанка России» расположены в селе Пышлицы. Ближайшая библиотека — в деревне Лека (закрыта с 2015 года). Медицинское обслуживание жителей деревни обеспечивают фельдшерско-акушерский пункт в Леке, Пышлицкая амбулатория, Коробовская участковая больница и Шатурская центральная районная больница. Ближайшее отделение скорой медицинской помощи расположено в Дмитровском Погосте. Среднее образование жители деревни получают в Пышлицкой средней общеобразовательной школе.
Пожарную безопасность в деревне обеспечивают пожарные части № 275 (пожарные посты в селе Дмитровский Погост и деревне Евлево) и № 295 (пожарные посты в посёлке санатория «Озеро Белое» и селе Пышлицы).
Деревня электрифицирована и газифицирована. Центральное водоснабжение отсутствует, потребность в пресной воде обеспечивается общественными и частными колодцами.
Для захоронения умерших жители деревни, как правило, используют кладбище, расположенное около деревни. До середины XX века рядом с кладбищем находилась Казанская церковь, в состав прихода которой входила деревня Погостище.

## Транспорт и связь
В 2,5 км к западу от деревни проходит асфальтированная автомобильная дорога общего пользования Дубасово-Пятница-Пестовская, на которой имеется остановочный пункт маршрутных автобусов «Лека». В деревне Старо-Черкасово имеется остановочный пункт «Черкасово». От остановки «Лека» ходят автобусы до города Шатуры и станции Кривандино (маршрут № 27), а также до города Москвы (маршрут № 327, «Перхурово — Москва (м. Выхино)»), от остановки «Черкасово» — до села Дмитровский Погост и деревни Гришакино (маршрут № 40). Ближайшая железнодорожная станция Кривандино Казанского направления находится в 50 км по автомобильной дороге.
В деревне доступна сотовая связь (2G и 3G), обеспечиваемая операторами «Билайн», «МегаФон» и «МТС». Ближайшее отделение почтовой связи, обслуживающее жителей деревни, находится в селе Пышлицы.

## Поселение «Погостище»
В 1939 году в окрестностях деревни был открыт комплекс археологических памятников. Позднее в 1956 году археологическая экспедиция Московского областного музея под руководством Л. И. Пимакина провела раскопки на территории памятника. В результате были обнаружены остатки сруба XII—XIII вв., часть землянки поздняковской культуры и жертвенник дьяковской культуры. В поселении Погостище была найдена лепная керамика «классического поздняковского типа», орнаментированная дьяковская и гончарная древнерусская. Кроме того, были найдены неолитические кремнёвые орудия, отщепы и пластины, а также древнерусские височные кольца и другие украшения, железные ножи и кресала. Поселение иногда рассматривается как три самостоятельных памятника: стоянка Погостище 1, стоянка Погостище 2 (Красная горка) и селище.
Поселение «Погостище» поставлено под государственную охрану в 1960 году как памятник археологии федерального значения. Несмотря на это, ещё в советское время поверхность памятника была сильно нарушена постройками скотного и птичьего дворов, силосными ямами и погребом; южная часть распахивалась под огороды. Кроме того, поселение разрушалось также и естественным путём — в результате размывания озером Дубовым. Впоследствии на территории памятника была устроена спортивно-оздоровительная база «Погостище».